# Ильичёвка (Псковская область)
Ильичёвка — деревня в Куньинском районе Псковской области России. Входит в состав Каськовской волости.
Расположена в 3 км к северо-западу от волостного центра, деревни Каськово, и в 15 км к юго-востоку от райцентра Кунья, в 2 км от северо-западного побережья Жижицкого озера.
Численность населения 31 житель (2000 год).